# Frei!
Frei! ist das zehnte Album der A-cappella-Gruppe Wise Guys. Es erschien am 15. Februar 2008 und stieg auf Platz 2 der deutschen und Platz 67 der österreichischen Albumcharts ein.
Das Album enthält 21 Titel, davon sind 20 A-cappella-Stücke. Das Stück Paris wurde neben der regulären Version ebenfalls in einer Version mit den Bremer Philharmonikern aufgenommen. Die Wise Guys gaben am 28. und 29. Juni 2007 je ein Konzert mit ihnen. Auf ihrer Website schrieben sie: „Dafür haben wir bei Nummer 21 gleich ein ganzes philharmonisches Orchester am Start. Wenn schon nicht a cappella, dann auch richtig!“
Des Weiteren sind 20 von 21 Stücken zur Gänze selbst geschrieben. Bei Schiller haben sie sich einer Komposition von Michael Jackson bedient und dazu einen deutschen Text verfasst.
Im Gegensatz zu ihren Vorgängern Radio, Wo der Pfeffer wächst und Klartext enthält die CD keinen versteckten Titel.
Am 17. August 2012 wurde sie mit der Goldenen Schallplatte ausgezeichnet.

## Titelliste
1. Am Anfang – 3:38
2. Relativ – 2:10
3. Es ist nicht immer leicht – 3:16
4. Ich will zu dir – 2:36
5. Die ersten warmen Tage – 3:30
6. Alles in die Luft – 2:44
7. Schiller* – 4:43
8. Wir hatten eine gute Zeit – 2:49
9. Seemann – 3:01
10. Sonnenschein – 3:47
11. Das Wasser – 3:32
12. Nonverbale Kommunikation – 2:13
13. Langsam – 3:27
14. Paris – 3:03
15. Jeden Samstag – 2:21
16. Quäl dich fit – 3:39
17. Meine Deutschlehrerin – 3:09
18. ChaChaCha auf'm Dach – 2:15
19. Nummer drei – 2:17
20. Herbst am See – 3:29
21. Paris (live mit den Bremer Philharmonikern) – 5:13

* Schiller basiert auf Michael Jacksons „Thriller“. Auch die Bühnen-Choreographie ist daran angelehnt. Außerdem rezitiert Husta darin einen Teil von Schillers Die Bürgschaft.

## Vorpremiere
Am 14. Februar 2008, einen Tag vor dem Erscheinen der CD, fand im Kölner E-Werk eine Vorpremiere zur CD statt. Neben den unten genannten Liedern wurden auch die neuen Stücken Ich will zu dir, Alles in die Luft, Nonverbale Kommunikation, Langsam und Quäl dich fit gesungen. Damit wurden bereits alle Lieder bis auf Nummer drei und Herbst am See live gesungen.

## Livesongs
- Der Song ChaChaCha auf’m Dach wurde bereits im Frühjahr 2004 geschrieben, danach aber nur selten live gesungen.
- Die Songs Relativ, Schiller, Wir hatten eine gute Zeit, Seemann, Sonnenschein, Jeden Samstag und Paris wurden bereits seit Mitte 2007 live gesungen.
- Die Songs Es ist nicht immer leicht und Meine Deutschlehrerin wurden bereits seit Ende 2007 live gesungen.
- Der Song Am Anfang, der zugleich als Opener diente, und der Song Die ersten warmen Tage wurden bereits seit Anfang 2008 live gesungen.
- Der Song Das Wasser wurde als Überraschung auf dem Open-Air-Konzert am Tanzbrunnen in Köln 2008 das erste Mal live gesungen.

## Chartplatzierungen
Die CD stieg auf Platz 2 in den deutschen Albumcharts ein und hielt sich 26 Wochen in den Top 100.
Zudem hat Frei! am 29. November 2009 live im Congres Centrum Hamburg die Auszeichnung Goldene Schallplatte für 100.000 verkaufte Alben bekommen.